# Сугавара, Сигэдзо
Сигэдзо́ Сугава́ра (яп. 菅原繁蔵 Сигэдзō Сугавара, 1876 — 1967) — японский ботаник, исследователь флоры Южного Сахалина.

## Биография
Родился 17 июля 1876 года в семье крестьянина. В 1891 году закончил школу Тонэ. В декабре 1898 года путём самообразования получил лицензию преподавателя и работал учителем младших классов в храмовой школе Хондодзи (яп. 本道寺) в уезде Нисимураяма. В 1901 году переехал на Хоккайдо, где сначала занялся выращиванием лекарственных трав (таких как мята перечная, фенхель, шафран и клещевина). В 1909 году вернулся к преподаванию в качестве инструктора в начальной школе Тикубецу (яп. 築別). После обучения в школе Юбецу (яп. 湧別) назначен директором начальной школы Абэсинай яп. 安平 в уезде Накагава. В 1918 году посещал научные семинары в Токио и Саппоро. В 1921 году во время первой поездки на Карафуто был очарован местной флорой и решил найти здесь постоянное место жительства. Переехав на следующий год с женой Суэ и сыновьями Норимицу и Нориаки, устроился директором начальной школы «Тайкаку» в деревне Фукауса (ныне Углезаводск) в уезде Отиай. В 1925 году назначен на неполный рабочий день в отдел колонизации Карафуто. С 1928 года до 1 июля 1940 года работал в Музее губернаторства Карафуто в г. Тойохара. 
В 1944 году вернулся на Хоккайдо. С июня 1945 преподавал в неполной средней школе Эсаси. С февраля 1949 до отставки в 1959 году работал преподавателем Университета искусства Хакодате. 
Скончался 6 июля 1967 год в Дзинмати (префектура Ямагата). Похоронен там же на кладбище буддийского храма.

## Научная деятельность
За время проживания и работы на Карафуто собрал коллекцию почти всех видов местных растений (32 тысячи сухих образцов; около 30 тысяч хранится в Хоккайдском педагогическом институте). Наиболее значительным из опублкованных трудов является четырёхтомная монография «Флора Сахалина» (1937-1940). Помимо ботанических изысканий занимался исследованием зоологии, геологии, истории и фольклора Сахалина.
Описал 6 новых видов и 43 подвида сахалинских растений.

### Книги
- 樺太南半植物概況 (1931)
- 樺太の禾本科 (1934)
- 樺太の木 (1934)
- 樺太の渉草 (1935)
- 天然記念物報告書（1936)
- 樺太敷香地方植物誌 (1936)
- 郷土化せる植物教材研究 (尋常科理科害) (1936)
- 落合小学校を中心としたる植物目録 (1936)
- 樺太の植物 (1937)
- 樺太植物図誌刊行記念会 (1937)
- 樺太植物誌(I～Ⅳ) (1937—1940)
- 日本海諸島植物分布の概要 (1955)
- 樺太の植物総括偏・地衣類・苔蘇類 (1956)
- 樺太植物の総括 (1956)
- 渡島大島・小島の植物誌 (1958)
- 函館山植物誌 (1958)
- 北海道植物名鑑 (1958)
- 北海道南部の文化財 (1959)
- 北海道のヨモギ属と小学校 (1959)
- 利尻島の植 (1962)[5]

## Награды и премии
- 1941 — награда газеты «Хоккайдо симбун»
- 1955 — награда Биологического общества Японии[6]
- 1958 — премия по культуре от муниципалитета города Хакодатэ (за вклад в ботанические исследования «северных регионов»)
- 1959 — премия по культуре губернаторства Хоккайдо[1].

## Семья
сын: Котаро Самукава (1908—1977) — писатель, лауреат премии Агутагавы (1939).